# Kuřim
Kuřim (en allemand : Gurein) est une ville du district de Brno-Campagne, dans la région de Moravie-du-Sud en République tchèque. Sa population s'élevait à 11 400 habitants en 2024.

## Géographie
Kuřim se trouve à 13 km au nord-nord-ouest de Brno et à 174 km à l'est-sud-est de Prague.

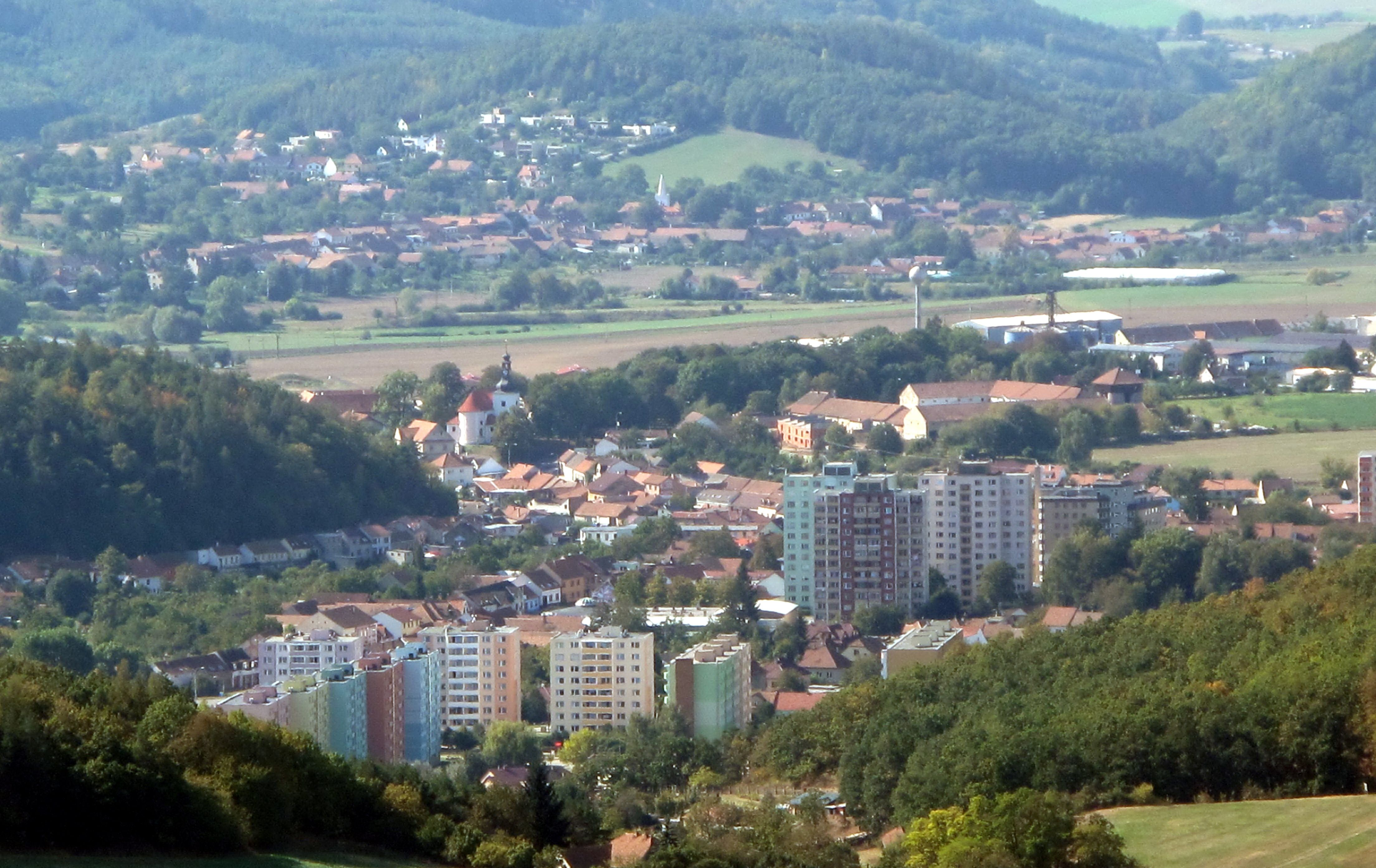
Vue de Kuřim depuis le belvédère de Babí lom.

La commune est limitée par Malhostovice et Lipůvka au nord, par Svinošice, Lelekovice et Česká à l'est, par Jinačovice au sud, par Moravské Knínice à l'ouest et par Čebín au nord-ouest.

## Histoire
La première mention écrite de la localité date de 1226. En 2007 une affaire de maltraitance sur deux garçons est révélée

## Population
Recensements (*) ou estimations de la population de la commune dans ses limites actuelles :
| 1869* | 1880* | 1890* | 1900* | 1910* | 1921* |
| ----- | ----- | ----- | ----- | ----- | ----- |
| 1 403 | 1 535 | 1 585 | 1 610 | 1 874 | 2 024 |

| 1930* | 1950* | 1961* | 1970* | 1980* | 1991* |
| ----- | ----- | ----- | ----- | ----- | ----- |
| 2 844 | 4 131 | 5 944 | 7 076 | 7 695 | 8 621 |

| 2001* | 2011*  | 2015   | 2016   | 2017   | 2018   |
| ----- | ------ | ------ | ------ | ------ | ------ |
| 8 930 | 11 540 | 10 971 | 11 051 | 11 026 | 10 981 |

| 2019   | 2020   | 2021*  | 2022   | 2023   | 2024   |
| ------ | ------ | ------ | ------ | ------ | ------ |
| 10 997 | 10 993 | 11 485 | 10 847 | 11 263 | 11 400 |

## Transports
Par la route, Kuřim se trouve à 15 km de Brno et à 203 km de Prague.

## Jumelages
- Stupava (Slovaquie)
- Niepołomice (Pologne)